# Estación de Sanremo
La estación de Sanremo (en italiano stazione di Sanremo) es una estación de ferrocarril situada en el municipio italiano de Sanremo (Imperia). Se inauguró el 27 de septiembre de 2001 en reemplazo antigua estación ubicada en la vía férrea original del ferrocarril.

## Situación ferroviaria

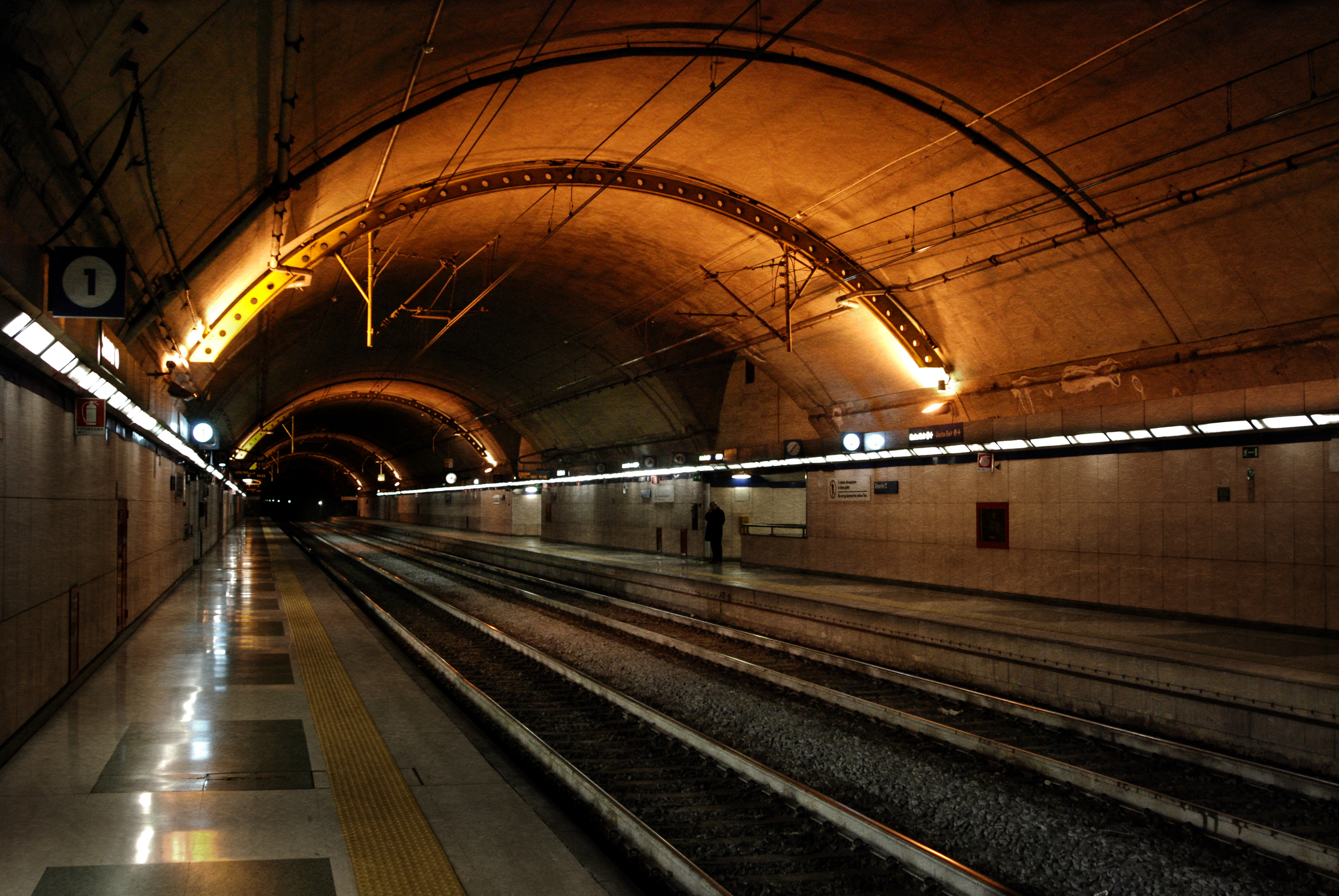
Dentro de la estación

La estructura, construida en la galería, está equipada con un edificio de pasajeros donde hay una taquilla con operadores y una automática, varias salas de espera, oficinas de información, un quiosco con tabaco, un bar, algunas máquinas expendedoras de bebidas y aperitivos, almacenamiento de equipaje, un paso inferior para conectar las dos vías utilizadas para el servicio de pasajeros y la oficina de la policía ferroviaria.
Desde la entrada a la estación de ferrocarril, debe recorrer un largo pasillo, equipado con "pasillo rodante", porque las vía férrea están en el túnel. El tiempo de viaje indicado es de aproximadamente 10 minutos.
La estación está equipada con dos vía férrea de paso sin desvíos y pistas de refugio, unidas por un paso subterráneo; estando en el túnel, carece de depósito de mercancías.

## Historia
La parada fue inaugurada el 27 de septiembre de 2001, simultáneamente con la nueva sección entre Bordighera e Imperia, en el túnel y la doble vía, del ferrocarril Génova-Ventimiglia, en detrimento de la antigua única vía que corría a lo largo de la costa, reconstruida como ciclo de ruta.

## Servicios ferroviarios
Los servicios ferroviarios de esta estación están prestados por Trenitalia y Thello:

### Larga distancia
Intercity
- Milán Central - Pavia - Voghera - Génova Plaza Príncipe - Savona - Finale Lugure Marina - Albenga - Alassio - Diana - Imperia - Sanremo - Ventimiglia - Monte Carlo - Nice-Ville - Antlbes - Cannes - Saint-Raphaël - Tolón - Marsella-San Carlos
- Milán Central - Pavia - Voghera - Génova Plaza Príncipe - Savona - Finale Lugure Marina - Albenga - Alassio - Diana - Imperia - Sanremo - Ventimiglia - Monte Carlo - Nice-Ville
- Roma Termini - Roma Ostiense - Civitavecchia - Grosseto - Follonica - Cecina - Livorno Central - Pisa Central - Viareggio - Massa - La Spezia - Chiavari - Rapallo - Génova Brignole - Génova Plaza Príncipe - Savona - Finale Lugure Marina - Albenga - Alassio - Diana - Imperia - Sanremo - Bordighera - Ventimiglia

### Regionales
Mediante los servicios Regionale y Regionale Veloce mantiene rutas con origen en Génova Plaza Príncipe y con destinos a Ventimiglia, ambas con numerosas frecuencias a lo largo del día.